# Romina
A Romina olasz–latin eredetű női név, jelentése: római nő.

## Gyakorisága
Az 1990-es években szórványos név, a 2000-es években nem szerepel a 100 leggyakoribb női név között.

## Névnapok
- február 23.[2]
- május 22.[2]

## Híres Rominák
- Romina Power amerikai–mexikói származású olasz színész-énekesnő
- Romina Oprandi olasz teniszezőnő